# Felipe Arizmendi Esquivel
Felipe Arizmendi Esquivel (ur. 1 maja 1940 w Chiltepec) – meksykański duchowny katolicki, biskup diecezji San Cristóbal de Las Casas w latach 2000–2017, kardynał prezbiter od 2020.

## Życiorys
Święcenia kapłańskie przyjął 25 sierpnia 1963 i został inkardynowany do diecezji Toluca. Był m.in. ojcem duchownym i profesorem miejscowego niższego seminarium (1969-1981) oraz rektorem wyższego seminarium w Toluce (1981-1991). Był także członkiem diecezjalnej komisji liturgicznej (1967-1979), dyrektorem diecezjalnego biura katechetycznego (1968-1969), sekretarzem (1970-1973) oraz przewodniczącym Rady Kapłańskiej (1976-1979), koordynatorem diecezjalnej komisji ds. komunikacji społecznej (1982-1984) oraz wikariuszem generalnym diecezji (1989-1991). Działał też jako ekspert w Departamencie ds. Powołań w ramach Rady Biskupów Ameryki Łacińskiej.

### Episkopat
7 lutego 1991 został mianowany przez papieża Jana Pawła II biskupem diecezji Tapachula. Sakry biskupiej udzielił mu miesiąc później ówczesny delegat apostolski w Meksyku, abp Girolamo Prigione.
W latach 1999–2000 pełnił funkcję sekretarza generalnego CELAM.
31 marca 2000 został przeniesiony na stolicę biskupią San Cristóbal de Las Casas. 1 maja objął kanonicznie urząd.
3 listopada 2017 przeszedł na emeryturę.
25 października 2020 podczas modlitwy Anioł Pański papież Franciszek ogłosił, że mianował go kardynałem. 28 listopada na konsystorzu w bazylice św. Piotra kreował go kardynałem prezbiterem, a jako kościół tytularny nadał mu kościół św. Ludwika Marii Grignion de Montfort.
Z racji ukończenia 80 lat przed kreacją, nie posiada uprawnień elektorskich.